# Stictoptera subbasilutea
Stictoptera subbasilutea är en fjärilsart som beskrevs av Embrik Strand 1917. Stictoptera subbasilutea ingår i släktet Stictoptera och familjen nattflyn. Inga underarter finns listade i Catalogue of Life.